# 广播与电视技术 (杂志)
《广播与电视技术》（月刊）创刊于1974年，由国家新闻出版广电总局主管，国家新闻出版广电总局广播电视规划院信息研究所主办。